# Cantone di Marle
Il Cantone di Marle è una divisione amministrativa dell'arrondissement di Laon con capoluogo Marle.
A seguito della riforma approvata con decreto del 21 febbraio 2014, che ha avuto attuazione dopo le elezioni dipartimentali del 2015, è passato da 23 a 65 comuni.

## Composizione
I 23 comuni facenti parte prima della riforma del 2014 erano:
- Agnicourt-et-Séchelles
- Autremencourt
- Bosmont-sur-Serre
- Châtillon-lès-Sons
- Cilly
- Cuirieux
- Erlon
- Froidmont-Cohartille
- Grandlup-et-Fay
- Marcy-sous-Marle
- Marle
- Monceau-le-Waast
- Montigny-le-Franc
- Montigny-sous-Marle
- La Neuville-Bosmont
- Pierrepont
- Saint-Pierremont
- Sons-et-Ronchères
- Tavaux-et-Pontséricourt
- Thiernu
- Toulis-et-Attencourt
- Vesles-et-Caumont
- Voyenne

Dal 2015 i comuni appartenenti al cantone sono i seguenti 65:
- Agnicourt-et-Séchelles
- Assis-sur-Serre
- Autremencourt
- Barenton-Bugny
- Barenton-Cel
- Barenton-sur-Serre
- Berlancourt
- Bois-lès-Pargny
- Bosmont-sur-Serre
- Chalandry
- Châtillon-lès-Sons
- Chéry-lès-Pouilly
- Chevennes
- Cilly
- Colonfay
- Couvron-et-Aumencourt
- Crécy-sur-Serre
- Cuirieux
- Dercy
- Erlon
- Franqueville
- Froidmont-Cohartille
- Grandlup-et-Fay
- Le Hérie-la-Viéville
- Housset
- Landifay-et-Bertaignemont
- Lemé
- Lugny
- Marcy-sous-Marle
- Marfontaine
- Marle
- Mesbrecourt-Richecourt
- Monceau-le-Neuf-et-Faucouzy
- Monceau-le-Waast
- Montigny-le-Franc
- Montigny-sous-Marle
- Montigny-sur-Crécy
- Mortiers
- La Neuville-Bosmont
- La Neuville-Housset
- Nouvion-et-Catillon
- Nouvion-le-Comte
- Pargny-les-Bois
- Pierrepont
- Pouilly-sur-Serre
- Puisieux-et-Clanlieu
- Remies
- Rogny
- Rougeries
- Sains-Richaumont
- Saint-Gobert
- Saint-Pierre-lès-Franqueville
- Saint-Pierremont
- Sons-et-Ronchères
- Le Sourd
- Tavaux-et-Pontséricourt
- Thiernu
- Toulis-et-Attencourt
- La Vallée-au-Blé
- Verneuil-sur-Serre
- Vesles-et-Caumont
- Voharies
- Voulpaix
- Voyenne
- Wiège-Faty